# Kim Tae-hee
Kim Tae-hee (hangul: 김태희; ur. 29 marca 1980 w Ulsan) – południowokoreańska aktorka.

## Filmografia

### Filmy
| Rok  | Tytuł                                     | Rola                 |
| ---- | ----------------------------------------- | -------------------- |
| 2001 | Seonmul                                   | młoda Park Jung-yeon |
| 2002 | Living in New Town (film krótkometrażowy) | Ji-soo               |
| 2006 | Jungcheon                                 | So-hwa/Yon-hwa       |
| 2007 | Ssaum                                     | Yoon Jin-ah          |
| 2010 | Grand Prix                                | Seo Ju-hee           |
| 2010 | Iris: The Movie                           | Choi Seung-hee       |

### Seriale
| Rok  | Tytuł                                                     | Rola           | Stacja telewizyjna |
| ---- | --------------------------------------------------------- | -------------- | ------------------ |
| 2002 | Let's Go                                                  | Tae-hee        | SBS                |
| 2003 | Screen                                                    | Kim So-hyun    | SBS                |
| 2003 | A Problem at My Younger Brother's House (흥부네 박터졌네) | Park Su-jin    | SBS                |
| 2003 | Cheongug-ui gyedan                                        | Han Yoo-ri     | SBS                |
| 2004 | Gumiho oejeon                                             | Yoon Shi-yeon  | KBS2               |
| 2004 | Love Story in Harvard                                     | Lee Soo-in     | SBS                |
| 2009 | Irys                                                      | Choi Seung-hee | KBS2               |
| 2011 | My Princess                                               | Lee Seol       | MBC                |
| 2011 | Boku to Star no 99 nichi                                  | Han Yoo-na     | Fuji TV            |
| 2013 | Jang Ok-jeong, sarang-e salda                             | Jang Ok-jeong  | SBS                |
| 2015 | Yong-pal-i                                                | Han Yeo-jin    | SBS                |
| 2020 | Hi Bye, Mama!                                             | Cha Yu-ri      | tvN                |